# .35 Winchester

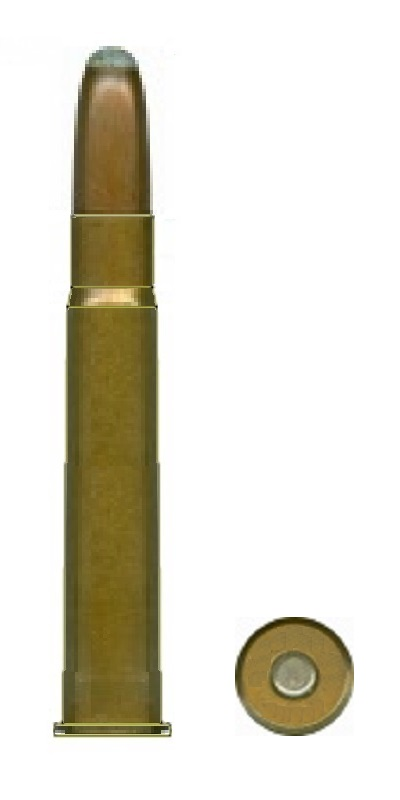
O cartucho .35 Winchester.

O .35 Winchester (coloquialmente .35 Win) é um cartucho de fogo central para rifle, com aro em formato de "garrafa", foi criado em 1903 pela Winchester Repeating Arms Company para uso no rifle por ação de alavanca Model 1895, ele também estava disponível no rifle por ação de ferrolho Remington-Lee, e no "Model E-10 Factory Sporter" do rifle Ross no Canadá.

## Descrição e performance
Por causa do carregador do Winchester Model 1895, podiam ser usadas balas pontiagudas que aumentam a eficácia de longo alcance do cartucho. Embora obsoleto, geralmente é considerado suficiente para todos os grandes animais de caça da América do Norte. O estojo do .30-40 Krag pode ser usado para formar estojos para o .35 Winchester e a Bertram Bullet Company da Austrália fabrica e vende estojos .35 Winchester'.
O .35 Winchester foi planejado para ser um calibre de tamanho médio, ficando entre o .30-40 Krag e o .405 Winchester, e por isso superou o .33 Winchester, mas era menos potente do que o .348 ou .358. Suficiente em distâncias curtas ou médias contra alces, cervos ou até mesmo ursos pardos, é adequado para qualquer caça maior da América do Norte, embora não tenha a versatilidade de cartuchos mais modernos.
O .35 Winchester foi abandonado em 1936, junto com o M95. Cargas que desenvolvem 45.000 CUP ou mais devem ser evitadas nas antigas armas por ação de alavanca como o M95.

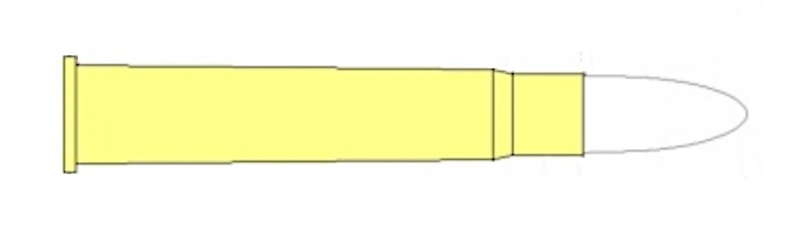
O cartucho .35 Win.

## Dimensões

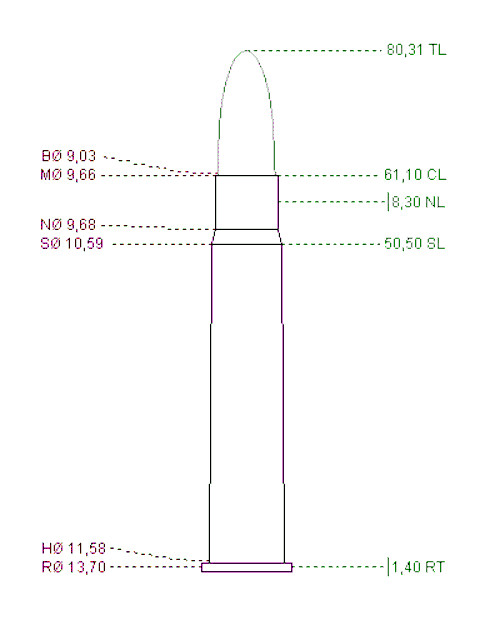

## Balística
| Nome e tipo da bala  | Peso da bala (grãos) | Nome da pólvora     | Peso da pólvora (grãos) | Velocidade de saída (ft/s) | Energia na boca do cano (ft·lbf) |
| -------------------- | -------------------- | ------------------- | ----------------------- | -------------------------- | -------------------------------- |
| Hornady sp           | 200                  | IMR 4320            | 52                      | 2500                       | 2770                             |
| Nosler Ballistic Tip | 225                  | Alliant Reloader 15 | 50                      | 2400                       | 2872                             |
| Hornady Round Nose   | 250                  | IMR 4350            | 48,8                    | 2400                       | 3191                             |
| Winchester Silvertip | 250                  | IMR 4320            | 48                      | 2295                       | 2918                             |

### Bibiografia
- Barnes, Frank C. (1972). Cartridges of the World (em inglês) 3.ª ed. [S.l.]: Digest Books. 378 páginas. ISBN 978-0-69580-326-1